# Ярост (филм, 2002)
Вижте пояснителната страница за други значения на Ярост.
„Ярост“ е български телевизионен игрален филм (криминален, драма) от 2001 година, по сценарий и режисура на Илиян Симеонов. Оператор е Емил Христов. Музиката във филма е композирана от Станислав Сланев (Стенли).

### Актьорски състав
| Роля                | Изпълнител          |
| ------------------- | ------------------- |
| Добрин (Дългия)     | Добрин Досев        |
| Елена               | Ирини Жамбонас      |
| Черния              | Петър Попйорданов   |
| капитан Райчевски   | Валентин Танев      |
| дългокосия          | Асен Блатечки       |
| сутеньора           | Димитър Терзиев     |
| лейтенант Кръстев   | Малин Кръстев       |
| русото ченге        | Валери Йорданов     |
| д-р Чолаков         | Стефан Мавродиев    |
| бармана             | Виктор Бисеров      |
| русата              | Даниела Кръстева    |
| гинеколога          | Вихър Стойчев       |
| Борето              | Борислав Стоилов    |
| медицинската сестра | Елизабет Радева     |
| санитар             | Христо Бонин        |
| санитар             | Детелин Кандев      |
| шефа                | Михаил Лазаров      |
| паяка               | Светослав Добрев    |
| момичето от мазето  | Диана Жечева-Досева |
| лудия               | Яни Йозов           |
| полицай             | Тодор Кайков        |
| полицай             | Веселин Вълчинов    |
| полицай             | Радослав Петров     |
| полицай             | Георги Христов      |